# Elatostema atroviride
Elatostema atroviride är en nässelväxtart som beskrevs av Wen Tsai Wang. Elatostema atroviride ingår i släktet Elatostema och familjen nässelväxter. Inga underarter finns listade i Catalogue of Life.